# 1942 na Alemanha
Esta é uma cronologia dos fatos acontecimentos de ano 1942 na Alemanha.

## Eventos
- 8 de fevereiro: O Ministro do Armamento e Munição do Reich, Fritz Todt, morre num acidente de avião.
- 20 de abril: Mulheres são obrigadas a trabalhar nas fábricas de munições na Alemanha.
- 27 de maio: Reinhard Heydrich sofre uma tentativa de assassinato por dois tchecos em Praga, na Checoslováquia.
- 28 de maio: O México declara guerra à Alemanha e à Itália.
- 3 de outubro: O primeiro míssil balístico A-4 é lançado na cidade alemã de Peenemünde.
- 2 de novembro: O horário de verão na Alemanha termina às 3 horas de manhã no horário local.[1]